# Hecta
Hecta (bắt nguồn từ từ tiếng Pháp hectare /ɛktaʁ/), còn được viết là héc-ta, ký hiệu ha, là một đơn vị đo diện tích bằng 10.000 mét vuông, tức bằng một héctômét vuông, thường được sử dụng trong ngành trắc địa. Một hình vuông mỗi chiều dài 100 m có diện tích 1 ha. Đơn vị gốc là: "A", được định rõ bởi hệ đo lường Mét-Kilôgam-Giây (MKS) cũ, nhưng cả hai đơn vị không thuộc hệ đo lường quốc tế (SI). Ủy ban Cân đo Quốc tế (CIPM) đã quyết định rằng, dù hecta không thuộc SI, nhưng người ta được tiếp tục sử dụng nó, vì nó được định rõ dùng những đơn vị cơ bản  của SI.
1 ha = 100 a = 1 hm² = 0,01 km² = 10.000 m²
1 km² = 100 ha = 1.000.000 m²
Hecta thường được sử dụng ở nhiều quốc gia, nhất là trong những ngành quy hoạch và quản lý đất đai, như là nông nghiệp, lâm nghiệp, và quy hoạch thành phố; đối với những ngành này, mét vuông khó sử dụng hơn. Tuy nhiên, ở Vương quốc Anh, Hoa Kỳ, và Canada, mẫu Anh (acre) vẫn được sử dụng nhiều nhất để đo diện tích đất trong những trường hợp tương tự.